# Integrace zemí jihovýchodní Asie (ASEAN)

Země ASEAN a jejich hlavní města

V 90. letech do Sdružení národů jihovýchodní Asie (ASEAN) přistoupila skupina zemí CLMV, tvořená Kambodžou, Laosem, Myanmarem a Vietnamem. Tyto země jsou členy seskupení ASEAN, ale také dalších (různě hlubokých) integračních celků.

## Integrace v rámci ASEANu
Se vstupem čtyř nových zemí do ASEANu vzrostly obavy ze vzniku dvourychlostní integrace – rozdíly mezi ASEAN-6 a CLMV se totiž ukázaly jako značně komplexní (nejen rozdílné HDP na hlavu, ale také ve výskytu chudoby, úrovní infrastruktury, ICT a cestovního ruchu i rozvoji lidských zdrojů). Ve spolupráci s OECD byly pro zkoumání těchto rozdílů zavedeny tzv. indikátory sbližování (Narrowing the gap indicators).
Vědomy si těchto rozdílů, přijaly hlavy států ASEAN v říjnu roku 2000 v Singapuru speciální program s názvem Narowing the development Gap (který zahrnoval širší škálu aktivit), později známý jako Iniciativa pro integraci ASEANu (zastřešující konkrétní projekty). Na následujícím setkání v roce 2001 v Hanoji podepsali deklaraci pro narovnání rozdílů mezi zeměmi ASEANu a pro bližší integraci zemí ASEAN. Cílem bylo, slovy deklarace: „podpořit efektivní spolupráci a vzájemnou pomoc k narovnání rozdílů mezi zeměmi ASEAN, respektive mezi nimi a zbytkem světa“. Roku 2003 během setkání na Bali došli ke konsenzu, že by tato snaha měla být podpořena technickou a rozvojovou spoluprací.

### Speciální a preferenční zacházení v oblasti cel
Kvůli horší startovací pozici měly země CLMV problémy s rychlou liberalizací zahraničního obchodu, proto jim byl jak v rámci AFTA, tak v rámci dalších dohod umožněn pomalejší postup při realizaci závazků ke snižování cel. Země CLMV měly na snížení cel o 5 let více než země ASEAN-6.   V roce 2002 země ASEAN-6 spustily preferenční celní režim, v rámci něhož zemím CLMV nerecipročně snižovaly cla. V roce 2005 se však zjistilo, že země CLMV toho režimu příliš nevyužívají. Na specifické potřeby zemí CLMV je brán ohled i v plánovaném Regionálním komplexním ekonomickém partnerství – ostatní země RCEP jim poskytnou „speciální a rozdílné zacházení“, což může mít formu jak pomalejšího recipročního snižování, tak jednostranného snižování cel. Ekonomové však upozorňují, že přílišná rozvolněnost vede ke snižování motivace přijímat ambiciózní cíle v oblasti liberalizace.

### Iniciativa pro integraci ASEANu
Aktivity iniciativy jsou realizovány prostřednictvím konkrétních projektů, které financují země ASEAN, třetí země (například Německo či Japonsko), donoři rozvojové pomoci a další instituce. O chod iniciativy se stará každý rok jedna ze zemí CLMV (rotují abecedně), příslušné oddělení sekretariátu ASEANu má pouze monitorovací a podpůrnou funkci.V současnosti již byla ukončena dvě programovací období Iniciativy (první mezi lety 2002 a 2008 a druhé mezi lety 2009 až 2015). Aktuálně běží období třetí (pro roky 2016–2020), jehož specifikem je, že se nezaměřuje pouze na země CLMV, ale také na další rozvojové části zemí ASEAN-6. V rámci současného programovacího období byly definovány následující priority: potraviny a zemědělství, usnadňování obchodu, podpora MSMEs, školství, zdraví a blahobyt. Příkladem jednoho z projektů je zavádění standardů společného trhu v oblasti potravin (v CLMV vyjma Vietnamu), finančně a technicky projekt zajištuje německé ministerstvo ekonomické spolupráce a rozvoje. Ačkoli projekty v rámci Iniciativy přinášejí výsledky, proces tvorby koncepce byl kritizován, protože byl proveden top-down přístupem a ignoroval některé potřeby přijímajících zemí (například environmentální nebo problém nerozvinutých institucí). Ve snaze ušít projekt pro 3 nebo 4 země najednou byly také opominuty specifické potřeby jedné země (například Laos potřebuje urgentně zlepšit makroekonomickou politiku, ostatní země nikoliv). V regionu jihovýchodní Asie tak dochází ke značným překryvům mezi rozvojovými programy, což může vést k neefektivní alokaci zdrojů.

## Další integrace a spolupráce zemí CLMV
Pro země CLMV ovšem není ASEAN jedinou integrační platformou. Jsou také součástí subregionální spolupráce horního Mekongu (Greater Mekong Subregion) spolu s Thajskem a dvěma čínskými provinciemi (Yunnan a Guangxi). Tato spolupráce je zaštítěna Asijskou rozvojovou bankou a vznikla v roce 1992 – její aktivity se zaměřují zejména na infrastrukturní projekty a prohlubování vzájemného obchodu (jedná se o přímo sousedící země). Z konkrétních projektů stojí za zmínku Východo-západní ekonomický koridor, který umožňuje snížení administrativní zátěže při proclívání zboží. Země CLMV sousedí také s Indií, která v roce 2015 přijala komplexní strategii pro ekonomickou spolupráci s těmito zeměmi (jde zejména o vzájemný obchod zbožím a službami a přímé zahraniční investice). Země ASEANu jsou totiž ekonomicky značně propojené, zatímco Indie se do místních hodnotových řetězců zapojuje méně, proto chce podpořit obchodní výměnu se svými sousedy. V delším časovém horizontu je také v plánu omezení vízové povinnosti nebo netarifních celních bariér. Vlastní iniciativou zemí CLMV je spolupráce v oblasti letecké dopravy (CLMV Sub-Regional Co-operation on Air Transport). Spolupráce začala v roce 1992 a zvýšila leteckou propojenost zemí tím, že nahradila předchozí různorodé dvoustranné smlouvy o letecké dopravě mezi zeměmi CLMV.